# Alexandre Julliard
Alexandre Julliard (1970) es un programador más conocido como el líder del proyecto para  Wine, una capa de compatibilidad para ejecutar programas de Microsoft Windows en sistemas operativos Unix.
Julliard estudió Ciencias de la computación en el Instituto Federal Suizo de tecnología, en Lausana. Pasó la mayor parte de la década de 1990 trabajando en sistemas integrados. Ahora trabaja a tiempo completo en Wine para CodeWeavers.